# Subkhiddin Mohd Salleh
Subkhiddin Mohd Salleh (17 de novembro de 1966) é um árbitro de futebol da Malásia.
Professor, é fluente em malaio e inglês. Apitou os mundiais sub-20 de 2007 e 2009.
Selecionado para participar da Copa do Mundo FIFA 2010, juntamente com os assistentes Yuxin Mu da China e Jeffrey Gek Pheng de Singapura.